# Турківський повіт
Турківський повіт  — історична адміністративна одиниця на українських землях, що входила до складу Австро-Угорщини, Західно-Української Народної республіки, Польщі, СРСР і дистрикту Галичина. Центром повіту було м. Турка.

## Австро-Угорщина
Турківський повіт був заснований 1854 році за часів Австрійської імперії.
У 1867 р. до Турківського повіту приєднаний Боринський повіт.
У 1880 р. повіт поділявся на 72 кадастральні гміни. За переписом 1880 р. в повіті було 55 935 мешканців, серед них: 49 049 греко-католиків, 1 305 римо-католиків, 5 598 юдеїв і 3 інших визнань. У товариських стосунках користувались переважно українською мовою — 50 053 особи, польською — 1 450, німецькою — 4 3533, іншими — 9.

## У складі ЗУНР
Повітовим комісаром і головою Повітової УНРади був обраний Всеволод Ріпецький, адвокатський кандидат у Самборі. Керівником громад повіту (старостою) став Омелян Лісікевич, судовий радник. Міським комісаром обраний Андрій Федорика, а делегатом до УНРади — о. Іван Федевич, катехит народних шкіл (УНДП).
Повіт входив до Львівської військової області ЗУНР.

## Під польською окупацією
Після окупації поляками Західно-Української Народної республіки повіт у 1920 р. був включений до складу новоутвореного Станіславського воєводства Польщі. До складу повіту входило 115 поселень (з них 1 місто, 73 сільські гміни і 41 фільварок) зі 13 755 житловими будинками. Площа повіту — 1 459 км². Загальна чисельність населення повіту складала 76 645 осіб (за даними перепису населення 1921 року), з них 62 559 — греко-католики, 4 432 — римо-католики, 9 608 — юдеї, 46 — інших визнань.

### Зміни адміністративного поділу

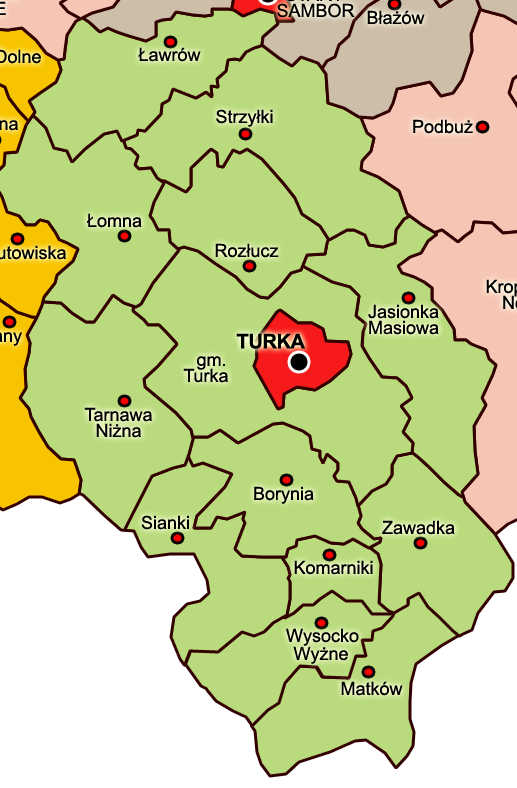
Турківський повіт

17 квітня 1931 р. Турківський повіт було вилучено зі Станіславського воєводства і приєднано до Львівського. 1 квітня 1932 р. Старосамбірський повіт було скасовано, і значна його частина була приєднана до Турківського повіту, внаслідок чого територія повіту ще збільшилася.
1 серпня 1934 р. було здійснено новий поділ на сільські гміни шляхом об'єднання дотогочасних (збережених від Австро-Угорщини) ґмін, які позначали громаду села. Новоутворені ґміни відповідали волості — об'єднували громади кількох сіл або (в дуже рідкісних випадках) обмежувались єдиним дуже великим селом. Внаслідок поділу утворилися 13 сільських гмін і 1 міська.
Турківський повіт був найбільшим повітом Львівського воєводства. Включав одне місто — Турка.

#### Міста (Міські ґміни)
містечко Турка — місто з 1934 р.

#### Сільські ґміни
Кількість:
1920—1932 — 73
1932—1934 рр. — 98
1934—1939 рр. — 13
| Об'єднані сільські ґміни 1934 року | Об'єднані сільські ґміни 1934 року | Старі сільські ґміни | Кількість |
| ---------------------------------- | ---------------------------------- | --- | --------- |
| 1                                  | Ґміна Бориня                       | Бориня, Бутелка Ніжна, Висоцко Нижнє (Нижнє Висоцьке), Туречке Ніжне (Нижній Турів), Яблунув (Яблунів) | 5         |
| 2                                  | Ґміна Висоцко Вижне                | Висоцько Вижнє (Верхнє Висоцьке), Либохора | 2         |
| 3                                  | Ґміна Завадка                      | Багновате, Довжки, Завадка, Задільсько, Криве, Молдавсько, Мита, Росохач, Риків, Сухий Потік | 10        |
| 4                                  | Ґміна Комарнікі                    | Комарники | 1         |
| 5                                  | Ґміна Лаврув                       | Віцюв (Виців) (з 01.04.1932), Галувка (Галівка) (з 01.04.1932), Лінина Мала (з 01.04.1932), Лінина Велика (з 01.04.1932), Лаврів (з 01.04.1932), Мшанець (з 01.04.1932), Начулка Мала (Нанчівка Мала) (з 01.04.1932), Начулка Велика (Нанчівка Велика) (з 01.04.1932), Плоске (з 01.04.1932), Потік Великий (з 01.04.1932), Спас (з 01.04.1932), Тершув (Тершів) (з 01.04.1932), Тиха (з 01.04.1932) | 13        |
| 6                                  | Ґміна Ломна                        | Бережек, Боберка, Бистре (з 01.04.1932), Днєстрик Дембови (Дністрик-Дубовий), Днєстрик Головєцкі (Дністрик-Головецький), Ґранзьова (Грозьово) (з 01.04.1932), Жукотин, Ліпє (Липʼя), Ломна (Лімна), Лопушанка Лєхньова, Міхньовєц (Михновець), Хащув (Хащів) | 12        |
| 7                                  | Ґміна Маткув                       | Гусне Ніжне (Нижнє Гусне), Гусне Вижне (Верхнє Гусне), Івашковце (Івашківці), Красне, Кривка, Маткув (Матків), Мохнате | 7         |
| 8                                  | Ґміна Розлуч                       | Волосянка Мала, Волосянка Велика, Гвоздець, Лопушанка Хомина (з 01.04.1932), Розлуч, Рип'яни, Смеречка, Ясениця-Замкова | 8         |
| 9                                  | Ґміна Стшилкі                      | Бусовисько (з 01.04.1932), Головєцко (Головецько) (з 01.04.1932), Лужек Гурни (Верхній Лужок) (з 01.04.1932), Недзєльна (Недільна) (з 01.04.1932), Стшилкі (Стрілки) (з 01.04.1932), Топільниця Рустикальна (з 01.04.1932), Топільниця Шляхецька (з 01.04.1932), Туже (Тур'є) (з 01.04.1932), Тисовиця (з 01.04.1932)                                                                                | 9         |
| 10                                 | Ґміна Сянкі                        | Беньова, Ботелка Вижня, Бітля, Гнила, Сянки, Турочки Вижні (Верхній Турів), Яворів | 7         |
| 11                                 | Гміна Тарнава Нижня                | Буковець, Дидьова, Дзвиняч Горішній, Локоть, Соколики, Тарнава Нижня, Тарнава Вижня, Шандровець | 8         |
| 12                                 | Ґміна Турка                        | Вовче, Ільник, Лосинець, Мельничне, Присліп, Радич, Шум'яч, Яблінка Нижня, Яблінка Вижня, Явора | 10        |
| 13                                 | Ґміна Ясьонка Масьова              | Головсько, Ісаї, Кіндратів, Свидник, Ясінка Масьова, Ясінка Стецева | 6         |

### Населення
У 1907 році українці-грекокатолики становили 86 % населення повіту.
У 1939 році в повіті проживало 126 680 мешканців (110 145 українців-грекокатоликів — 86,95 %, 840 українців-латинників — 0,66 %, 4 550 поляків — 3,59 %, 10 790 євреїв — 8,52 % і 355 німців та інших національностей — 0,28 %).
Публіковані польським урядом цифри про національний склад повіту за результатами перепису 1931 року (з 114 457 населення ніби-то було аж 26 083 (22,79 %) поляків при 80 483 (70,31 %) українців, 7 552 (6,6 %) євреїв і 94 (0,08 %) німців) суперечать даним, отриманим від місцевих жителів (див. вище) та пропорціям за допольськими (австрійським 1910 року) та післяпольськими (радянськими 1940 і німецьким 1943) переписами.

## СРСР
27 листопада 1939 р. включений до новоутвореної Дрогобицької області. 
17 січня 1940 р. повіт поділений на райони — кожен із кількох ґмін:
- Боринський — зі ґмін Бориня, Висоцко Вижне, Завадка, Комарнікі, Маткув і Сянкі;
- Стрілківський — зі ґмін Лаврув, Ломна, Розлуч і радянської частини ґміни Сянкі;
- Турківський — з міської ґміни Турка та сільських Турка, Ясьонка Масьова і радянської частини ґміни Тарнава Нижня .

## Третій Райх
Німецькою окупаційною владою 1.08.1941 відновлений Турківський повіт, який 11.08.1941 був підпорядкований Самбірському окружному староству
(нім. Kreishauptmannschaft und Gemeindeverband Sambor). Відновлений був також і поділ на ґміни. 15 листопада 1941 частини волостей (ґмін) Нижня Тернава і Сянки, які перебували в німецькій зоні окупації 1939-1941 рр., були відокремлені від крайсгауптманшафту Санок сусіднього дистрикту Краків і повернено до Турківського повіту.
1 липня 1943 створено Турківський повітовий комісаріат (нім. Landkommissariat Turka), який 1 серпня 1943 разом із Самбірським повітом був підпорядкований Дрогобицькому окружному староству.

## Післявоєнна доба
Після повторної радянського приєднання на початку серпня 1944 р., радянською владою повіт знову був поділений на райони. Польщі віддані частини гмін Тарнава Нижня і Сянкі. У 1951 році внаслідок Угоди про зміну кордонів від 15 лютого 1951 року Польщі віддані частина гміни Ломна (з селами Бистре, Лип'я, Михновець і Хащів, в Україні залишились села Бережок, Боберка, Грозьово, Дністрик, Дністрик-Дубовий, Жукотин, Лімна, Лопушанка) і краєчок гміни Лаврув.